# ماثيو ديفيز (متزلج فني)
ماثيو ديفيز (بالإنجليزية: Matthew Davies)‏ هو متزلج فني بريطاني، ولد في 4 مايو 1981 في ساوثهامبتون في المملكة المتحدة.

## وصلات خارجية
- ماثيو ديفيز على موقع الاتحاد الدولي للتزلج (الإنجليزية)